# 卡伦·阿斯里安
卡伦·阿斯里安（1980年4月24日—2008年6月9日），亚美尼亚国际象棋棋手，国际象棋特级大师。
阿斯里安曾于1999年、2007年、2008年三度获得亚美尼亚国际象棋冠军。2008年6月9日，他在驾车途中因心脏病发而去世，年仅28岁。